# Бімбуді-і-Публет
Бімбуді-і-Публет (Vimbodí i Poblet) — муніципалітет в Каталонії, в Іспанії, у комарці Конка-де-Барбера. Головний населений пункт — село Вімбоді.
Гори Прадес розташовані в околицях цього муніципалітету.

## Пам'ятки
Монастир Санта-Марія-де-Поблет — це цистерціанський монастир, заснований у 1151 році, який з 1991 року входить до списку Всесвітньої спадщини ЮНЕСКО.